# Loxosceles lacroixi
Loxosceles lacroixi är en spindelart som beskrevs av Jacques Millot 1941. Loxosceles lacroixi ingår i släktet Loxosceles och familjen Sicariidae.
Artens utbredningsområde är Elfenbenskusten. Inga underarter finns listade i Catalogue of Life.